# Melitaea butleri
Melitaea butleri är en fjärilsart som beskrevs av Higgins 1940. Melitaea butleri ingår i släktet Melitaea och familjen praktfjärilar. Inga underarter finns listade i Catalogue of Life.